# شهرستان گائویانگ
شهرستان گائویانگ (به لاتین: Gaoyang County) یک منطقهٔ مسکونی در چین است که در بائودینگ واقع شده‌است. شهرستان گائویانگ ۴۹۷ کیلومتر مربع مساحت و ۳۲۰٬۰۰۰ نفر جمعیت دارد و ۱۳ متر بالاتر از سطح دریا واقع شده‌است.